# Грінтаун (Індіана)
Грінтаун (англ. Greentown) — місто (англ. town) в США, в окрузі Говард штату Індіана. Населення — 2370 осіб (2020).

## Географія
Грінтаун розташований за координатами 40°28′35″ пн. ш. 85°57′45″ зх. д. / 40.47639° пн. ш. 85.96250° зх. д. (40.476504, -85.962405).  За даними Бюро перепису населення США в 2010 році місто мало площу 3,54 км², уся площа — суходіл.

## Демографія
Згідно з переписом 2010 року, у місті мешкало 2415 осіб у 964 домогосподарствах у складі 645 родин. Густота населення становила 683 особи/км².  Було 1069 помешкань (302/км²).
Расовий склад населення:
| - 97,1 % — білих - 1,0 % — азіатів - 0,6 % — чорних або афроамериканців - 0,2 % — корінних американців |

До двох чи більше рас належало 0,7 %. Частка іспаномовних становила 1,5 % від усіх жителів.
За віковим діапазоном населення розподілялося таким чином: 25,1 % — особи молодші 18 років, 54,8 % — особи у віці 18—64 років, 20,1 % — особи у віці 65 років та старші. Медіана віку мешканця становила 41,4 року. На 100 осіб жіночої статі у місті припадало 85,2 чоловіків;  на 100 жінок у віці від 18 років та старших — 79,4 чоловіків також старших 18 років.
Середній дохід на одне домашнє господарство  становив 52 140 доларів США (медіана — 43 011), а середній дохід на одну сім'ю — 67 545 доларів (медіана — 60 323). Медіана доходів становила 53 250 доларів для чоловіків та 26 875 доларів для жінок. За межею бідності перебувало 19,2 % осіб, у тому числі 25,7 % дітей у віці до 18 років та 11,9 % осіб у віці 65 років та старших.
Цивільне працевлаштоване населення становило 1077 осіб. Основні галузі зайнятості: освіта, охорона здоров'я та соціальна допомога — 23,3 %, роздрібна торгівля — 16,2 %, виробництво — 16,2 %.